# Axel Kock

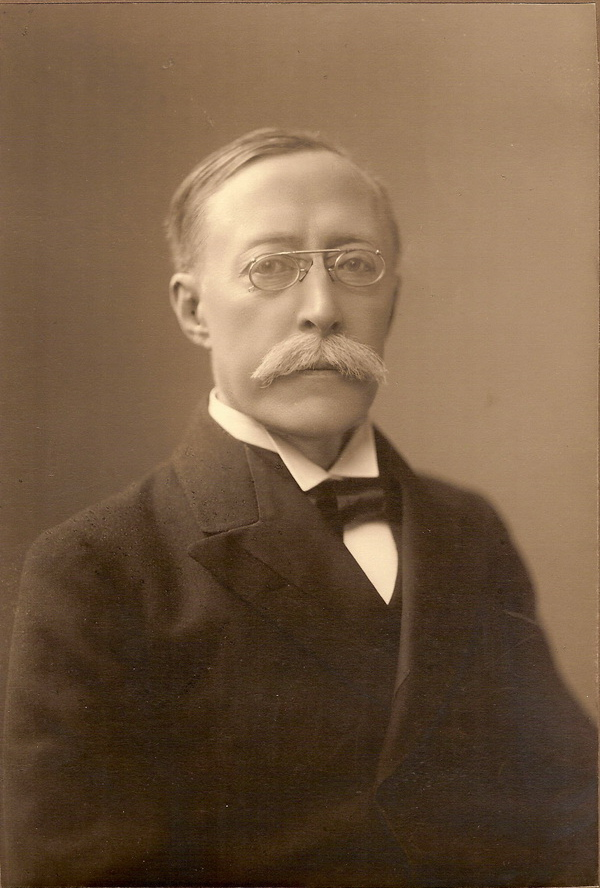
Axel Kock

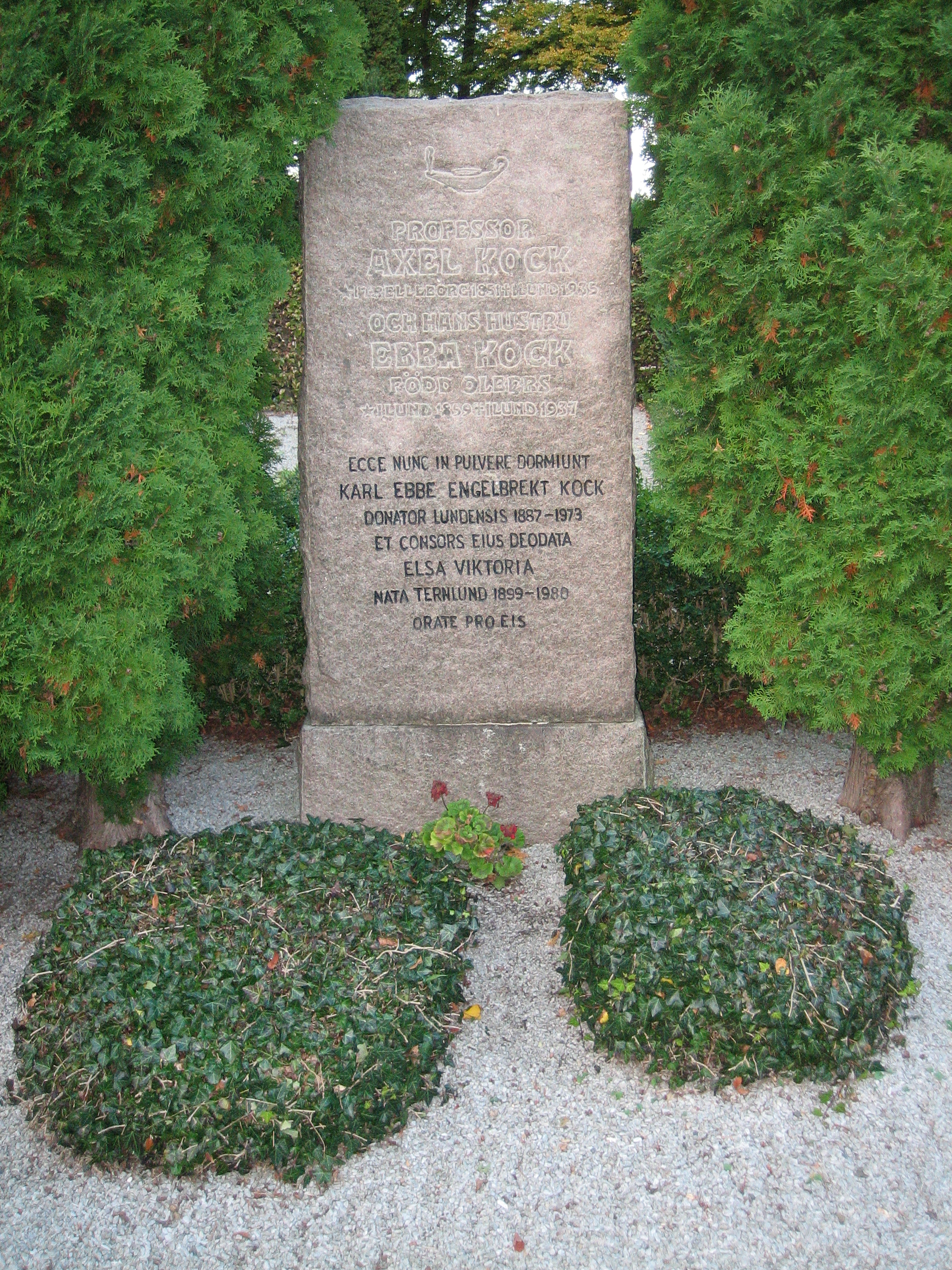
Graf in Lund, Zweden

Karl Axel Lichnowsky Kock (2 maart 1851 - 18 maart 1935) was een Zweeds taalvorser en -kundige. Hij was de zoon van koopman Johan Engelbrekt Kock (1815-1861) en Jeanette Ingeborg Bruzelius. Het geslacht Kock was een bekend geslacht uit Schonen. Van 1911 tot 1916 was Axel Kock rector van de Universiteit van Lund, als opvolger van Bengt Jönsson. In 1924 werd hij lid van de Zweedse Academie (zetel 5), als opvolger van Knut Fredrik Söderwall.